# تيم دويل
تيم دويل (بالإنجليزية: Tim Doyle)‏ هو كاتب سيناريو أمريكي، ولد في 3 أكتوبر 1959 في لوس أنجلوس في الولايات المتحدة.

## وصلات خارجية
- تيم دويل على موقع IMDb (الإنجليزية)
- تيم دويل على موقع قاعدة بيانات الفيلم (الإنجليزية)